# Ліван на літніх Олімпійських іграх 2008
Олімпійська збірна Лівану взяла участь у літніх Олімпійських іграх 2008 року, відправивши у Пекін шістьох спортсменів у чотирьох видах спорту: легкої атлетики, дзюдо, стрільбі та плаванні. За підсумками ігор спортсмени з Лівану не завоювали жодної олімпійської медалі.

## Дзюдо
Чоловіки
| Спортсмен   | Дисципліна   | 1/16                      | 1/8                | 1/4                | Півфінал           | 1-й доп. Раунд             | Дод. Чвертьфінал         | Дод. Півфінал      | Фінал              |            |
| Спортсмен   | Дисципліна   | Суперник Результат        | Суперник Результат | Суперник Результат | Суперник Результат | Суперник Результат         | Суперник Результат       | Суперник Результат | Суперник Результат |            |
| ----------- | ------------ | ------------------------- | ------------------ | ------------------ | ------------------ | -------------------------- | ------------------------ | ------------------ | ------------------ | ---------- |
| Руді Хашаше | Понад 100 кг | Оскар Брайсон П 0000-1101 | не пройшов         | не пройшов         | не пройшов         | Карлос Зегарра В 0200-0100 | Жоао Шліттер П 0000-1031 | не пройшов         | не пройшов         | не пройшов |

## Легка атлетика
| Мохамад Сирадж Тамім | Чоловіки, 200 м | 21.80 | 58 | не пройшов | не пройшов | не пройшов | не пройшов | не пройшов | не пройшов | не пройшов | не пройшов |
| Гретта Таслакян      | Жінки, 200 м    | 25.32 | 45 | не пройшла | не пройшла | не пройшла | не пройшла | не пройшла | не пройшла | не пройшла | не пройшла |

## Плавання
| Спортсмен      | Дисципліна           | Кваліфікація | Кваліфікація | Півфінал   | Півфінал   | Фінал      | Місце |
| Спортсмен      | Дисципліна           | Результат    | Місце        | Результат  | Місце      | Результат  | Місце |
| -------------- | -------------------- | ------------ | ------------ | ---------- | ---------- | ---------- | ----- |
| Воель Кубруслі | Чоловіки, 100 м брас | 1:06.22      | 3            | не пройшов | не пройшов | не пройшов | 57    |
| Нібал Ямут     | Жінки, 100 м брас    | 1:16.17      | 5            | не пройшла | не пройшла | не пройшла | 45    |

## Стрільба
Чоловіки
| Спортсмен | Дисципліна | Кваліфікація | Кваліфікація | Фінал      | Фінал      | Місце |
| Спортсмен | Дисципліна | Результат    | Місце        | Результат  | Сума       | Місце |
| --------- | ---------- | ------------ | ------------ | ---------- | ---------- | ----- |
| Зіад Ріша | Скит       | 111          | 29           | не пройшов | не пройшов | 29    |